# Artur Iwanowitsch Kusnezow
Artur Iwanowitsch Kusnezow (russisch Артур Иванович Кузнецов; * 12. März 1945 in der Oblast Pskow; † 11. Mai 2025) war ein sowjetischer bzw. russischer Naturwissenschaftler, Politiker und Diplomat.

## Leben
Artur Iwanowitsch Kusnezow schloss 1969 sein Studium an der Fakultät für Physik und Chemie der Staatlichen Universität Tartu ab. 1975 wurde er „Kandidat der Wissenschaften“ für Physik und Mathematik.
Von 1968 bis 1990 arbeitete Kusnezow am Physikalischen Institut der Akademie der Wissenschaften der Estnischen SSR.
Von April 1990 bis November 1991 war Artur Kusnezow als Vertreter der russischsprachigen Minderheit Minister ohne Gesprächsbereich in der estnischen Regierung unter Ministerpräsident Edgar Savisaar, trat dann aber aufgrund von politischen Intrigen zurück. Im Kabinett war er für die Beziehungen zu den nationalen Minderheiten (rahvussuhete minister) zuständig, insbesondere zu den Russen in Estland.
Im Dezember 1991, wenige Monate nach Loslösung Estlands von der Sowjetunion und der Wiedererlangung der staatlichen Souveränität der Republik Estland, nahm Kusnezow die russische Staatsangehörigkeit an und zog nach Russland. Dort trat er in den russischen diplomatischen Dienst ein. Die Regierung in Moskau plante Anfang 1992, ihn zum russischen Botschafter in Tallinn zu machen, allerdings verweigerte die estnische Regierung das Agrément.
1993 schloss Artur Kusnezow die Diplomatenakademie des russischen Außenministeriums ab. Von 1995 bis 2002 war er Leiter der Außenstelle des russischen Außenministeriums in Kaliningrad im Range eines Botschafters. Von 2002 bis 2007 war Kusnezow an der Konsularabteilung der russischen Botschaft in Polen akkreditiert. Anschließend wurde der Prorektor für internationale Zusammenarbeit des Baltic Institute of Economics and Finance (Балтийский Институт Экономики и Финансов – БИЭФ) der Universität von Kaliningrad.